# Reguły gry (serial telewizyjny)
Reguły gry – polski serial komediowy w reżyserii Bartłomieja Ignaciuka, zrealizowany na podstawie amerykańskiego serialu Sposób użycia, emitowany od 16 lutego 2012 do 31 maja 2012 w telewizji TVN 7.

## Fabuła
Serial opowiada o losach piątki przyjaciół, wśród których jest świeżo zaręczona para Natasza i Adam, małżeństwo z długoletnim stażem Magda i Grzegorz oraz wieczny singiel Jacek. Serial pokazuje relacje damsko-męskie z przymrużeniem oka.

## Obsada
- Julia Kamińska jako Natasza Sznajder
- Maciej Zakościelny jako Adam Morawski
- Katarzyna Kwiatkowska jako Magda Góralczyk
- Jan Jankowski jako Grzegorz Góralczyk
- Paweł Wilczak jako Jacek Lisowski

## Spis odcinków
| Data emisji    | Nr | Tytuł               | Obsada |  |
| -------------- | -- | ------------------- | --- |  |
|                |    |                     | |  |
| SERIA PIERWSZA |    |                     | |  |
|                |    |                     | |  |
| 16.02.2012     | 1  | Koniec wolności     | - Barbara Krafftówna jako staruszka na wernisażu - Andrzej Łapicki jako staruszek na wernisażu - Katarzyna Kołeczek jako hostessa Zuzia - Marta Ścisłowicz jako Karolina, przyjaciółka Nataszy - Anna Jażdżyk jako Monika |  |
|                |    |                     | |  |
| 23.02.2012     | 2  | Żar młodości        | - Malwina Wasilewska jako Anita - Karolina Morawiec jako dziewczyna - Paulina Sobota jako dziewczyna - Paulina Klimaszewska jako dziewczyna - Julia Trębacz jako brunetka - Anna Weber jako super blondynka |  |
|                |    |                     | |  |
| 01.03.2012     | 3  | Gry i zabawy        | - Dorota Matusiak jako dziewczyna Jacka |  |
|                |    |                     | |  |
| 08.03.2012     | 4  | Męska interwencja   | - Liliana Głąbczyńska-Komorowska jako sąsiadka - Anna Smołowik jako Mariola |  |
|                |    |                     | |  |
| 15.03.2012     | 5  | Urodzinowy numerek  | – |  |
|                |    |                     | |  |
| 22.03.2012     | 6  | Kołderka wspomnień  | - Izabela Hryniewiecka jako Aga - Mirosław Zbrojewicz jako mężczyzna w pubie - Julia Bui Ngoc jako hostessa - Halina Chmielarz jako kobieta |  |
|                |    |                     | |  |
| 29.03.2012     | 7  | Siostra żony        | - Aleksandra Nieśpielak jako Basia, siostra Magdy |  |
|                |    |                     | |  |
| 05.04.2012     | 8  | Flirtując z ogniem  | - Anna Czartoryska jako Paulina, kelnerka |  |
|                |    |                     | |  |
| 12.04.2012     | 9  | Homo erectus        | - Agata Pruchniewska jako nauczycielka - Jakub Wróblewski jako chłopiec |  |
|                |    |                     | |  |
| 19.04.2012     | 10 | Męski kodeks        | - Magdalena Górska jako Maja, asystentka Adama - Magdalena Wójcik jako Bożena - Waldemar Błaszczyk jako Marek |  |
|                |    |                     | |  |
| 26.04.2012     | 11 | Impreza zaręczynowa | - Aleksandra Nieśpielak jako Basia, siostra Magdy - Maciej Maleńczuk jako mężczyzna - Łukasz Dziemidok jako gość - Konrad Jałowiec jako gość - Anna Oberc jako gość - Marek Moryc jako chłopiec |  |
|                |    |                     | |  |
| 10.05.2012     | 12 | Stary dobry grzech  | - Elżbieta Romanowska jako panna młoda - Sebastian Stankiewicz jako pan młody - Jakub Zdrójkowski jako Jurek, siostrzeniec panny młodej - Małgorzata Bereza jako Jagoda - Marcin Juchniewicz jako bilardzista - Piotr Prokop jako kolega bilardzisty |  |
|                |    |                     | |  |
| 17.05.2012     | 13 | Winda do nieba      | - Milena Suszyńska jako Patrycja - Antonina Girycz jako pani Szymańska - Władysław Grzywna jako ochroniarz Edek - Modest Ruciński jako Robert - Julita Kożuszek jako Monika - Filip Pławiak jako dostawca pizzy - Adam Molak jako mężczyzna z windy - Roksana Krzemińska-Samagalska jako kobieta - Konrad Bugaj jako mężczyzna - Sylwester Matulka jako taksówkarz |  |
|                |    |                     | |  |
| 24.05.2012     | 14 | Poznaj moją mamę    | - Ewa Telega jako Karina, matka Adama - Paweł Paprocki jako Bruno - Monika Radziwon jako dziennikarka |  |
|                |    |                     | |  |
| 31.05.2012     | 15 | Fucha Nataszy       | - Katarzyna Paskuda jako Ewa - Marek Ślosarski jako lekarz - Piotr Kubas jako klient |  |

## Emisja
| Seria | Seria | Sezon       | Odcinki   | Premiera serii | Finał serii  | Pora emisji     |
| ----- | ----- | ----------- | --------- | -------------- | ------------ | --------------- |
|       | 1.    | wiosna 2012 | 1–15 (15) | 16 lutego 2012 | 31 maja 2012 | czwartek, 20:00 |

## Produkcja
Okres zdjęciowy trwał od 4 grudnia 2011. Emitowany w czwartki o godzinie 20.
Jesienią 2012 na antenie TVN 7 planowano wyemitować drugą serię, do której zdjęcia ruszyć miały w czerwcu tego samego roku, ale przed rozpoczęciem zdjęć zdecydowano o odłożeniu w czasie produkcji ze względu na kryzys na rynku reklamy.

## Oglądalność
Oglądalność serialu kształtowała się na poziomie 227 000 widzów, a udział wynosił 1,54% w grupie 4+ i 2,40% w grupie 16-49.